# بطة مغراء

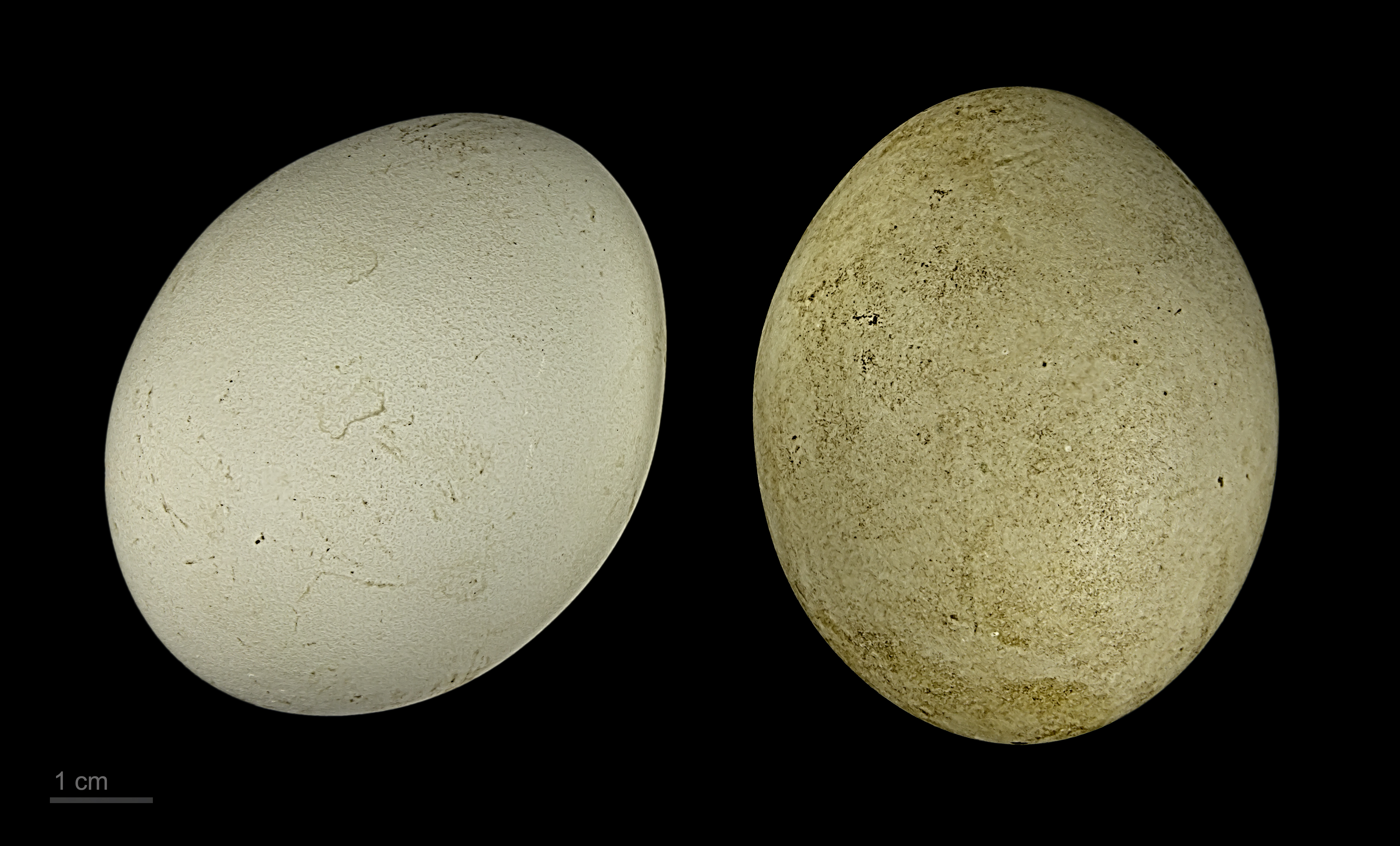
Oxyura jamaicensis

بط مغراء (الاسم العلمي: Oxyura jamaicensis) هو نوع من فصيلة بطية.